# Hästhagssjön
Hästhagssjön är en sjö i Västerviks kommun i Småland och ingår i Storån-Botorpsströmmens kustområde. Sjön har en area på 0,468 kvadratkilometer och ligger 0 meter över havet. Sjön avvattnas av vattendraget Vassbäcksån.

## Delavrinningsområde
Hästhagssjön ingår i det delavrinningsområde (639964-155097) som SMHI kallar för Mynnar i havet. Medelhöjden är 11 meter över havet och ytan är 9,2 kvadratkilometer. Räknas de 2 avrinningsområdena uppströms in blir den ackumulerade arean 31,2 kvadratkilometer. Avrinningsområdets utflöde Vassbäcksån mynnar i havet. Avrinningsområdet består mestadels av skog (76 procent) och jordbruk (12 procent). Avrinningsområdet har 0,56 kvadratkilometer vattenytor vilket ger det en sjöprocent på 6,1 procent.